# Terje Roed-Larsen
Pour les articles homonymes, voir Larsen.
Terje Roed-Larsen est un diplomate et homme politique norvégien né le 22 novembre 1947.

## Biographie
- Il a étudié l'Histoire, la Philosophie et la Sociologie.
- Il a enseigné la Sociologie et la Philosophie dans les Universités de Bergen et d'Oslo.
- En 1981, à Oslo, il crée l'Institut Fafo de Science sociale appliquée (Fagbevegelsens Forskningsinstitutt). Dans le cadre de ses fonctions de Directeur de cet Institut, il a établi des relations avec les Palestiniens et les Israéliens.
- Ambassadeur et Conseiller spécial du Ministre norvégien des affaires étrangères pour le processus de paix au Moyen-Orient (1993).
- Secrétaire général adjoint, Coordonnateur Spécial dans les Territoires occupés, basé à Gaza (1994).
- Ministre norvégien du Plan (1996). Il est contraint de démissionner après la révélation du scandale Fideco : grâce à un délit d'initié, il avait réalisé pour 600 000 couronnes de bénéfices.
- Coordonnateur Spécial de l'ONU pour le processus de paix au Moyen-Orient (septembre 1999).